# Марк Цецилий Метел (претор)
 Тази статия е за римския квестор и трибун.  За римския консул вижте Марк Цецилий Метел (консул 115 пр.н.е.).  
Марк Цецилий Метел (на латински: Marcus Caecilius Metellus) e римски политик, син на Луций Цецилий Метел.
През 214 пр.н.е. e квестор, през 213 пр.н.е. народен трибун, след това през 209 пр.н.е. едил, през 206 пр.н.е. претор. През 205 пр.н.е. e посланик при Атал I Сотер, царя на Пергам.